# Tiébélé
Pour le département et la commune rurale, voir Tiébélé (département).
Tiébélé – nom historique et usité de l'actuel Korabié ou Corabié – est un village du département de Tiébélé, dont il est le chef-lieu, situé dans la province du Nahouri et la région du Centre-Sud au Burkina Faso. Situé à proximité de la frontière avec le Ghana, c'est une localité qui se trouve en pays kasséna.

## Géographie
Tiébélé est situé à 25 km à l'est du chef-lieu provincial Pô, sur la route régionale 15, et à 6 km linéaire – 15 km par la RG15 – au nord de la frontière entre le Burkina Faso et le Ghana. La ville de Pô est elle-même à 147 km de la capitale Ouagadougou.

## Administration
Tiébélé est jumelé avec la commune belge de Fernelmont (province de Namur).

## Économie
L'économie du village repose sur l'agriculture de subsistance (mil et riz) et la production importante de patates douces – avec l'aménagement d'une importante zone de culture dédiée en aval du barrage de Tiébélé au Nord-Est de la ville –, ainsi que sur l'élevage et la chasse. Elle est aussi marquée par sa localisation près de la frontière avec le Ghana qui entraine des échanges commerciaux.
De plus, le caractère patrimonial du village royal kasséna favorise les activités touristiques liées à l'artisanat et au commerce. Cependant, ces activités sont remises en cause par la prolifération du djihadisme et du terrorisme dans le sahel. Pour faire face à cette menace, des milices armées, communément appelées koglweogo, ont émergé dans ce village.

## Éducation et santé
Tiébélé accueille un centre de santé et de promotion sociale (CSPS).

## Culture
La cour royale de Tiébélé a été inscrite sur la liste indicative du Patrimoine mondial de l'Unesco en 2012. Les « ménages » sont constitués d'un ensemble de cases, en terre façonnée, construites autour d'une maison mère (en forme de huit) où habitent les aïeuls, d'une maison rectangulaire où habite la famille, et de cases individuelles circulaires où vivent les célibataires toutes reliées entre elles par les toits-terrasses ou des passages intérieurs bas. L'ensemble des ménages constituent une « concession ». La construction des cases est faite par les hommes ; les décors des murs – peintures murales (blanc en talc, noir en graphite, réserve sur latérite rouge) géométriques sur des couches d'enduits de latérite et de terre protecteurs contre les pluies – réservés aux femmes.

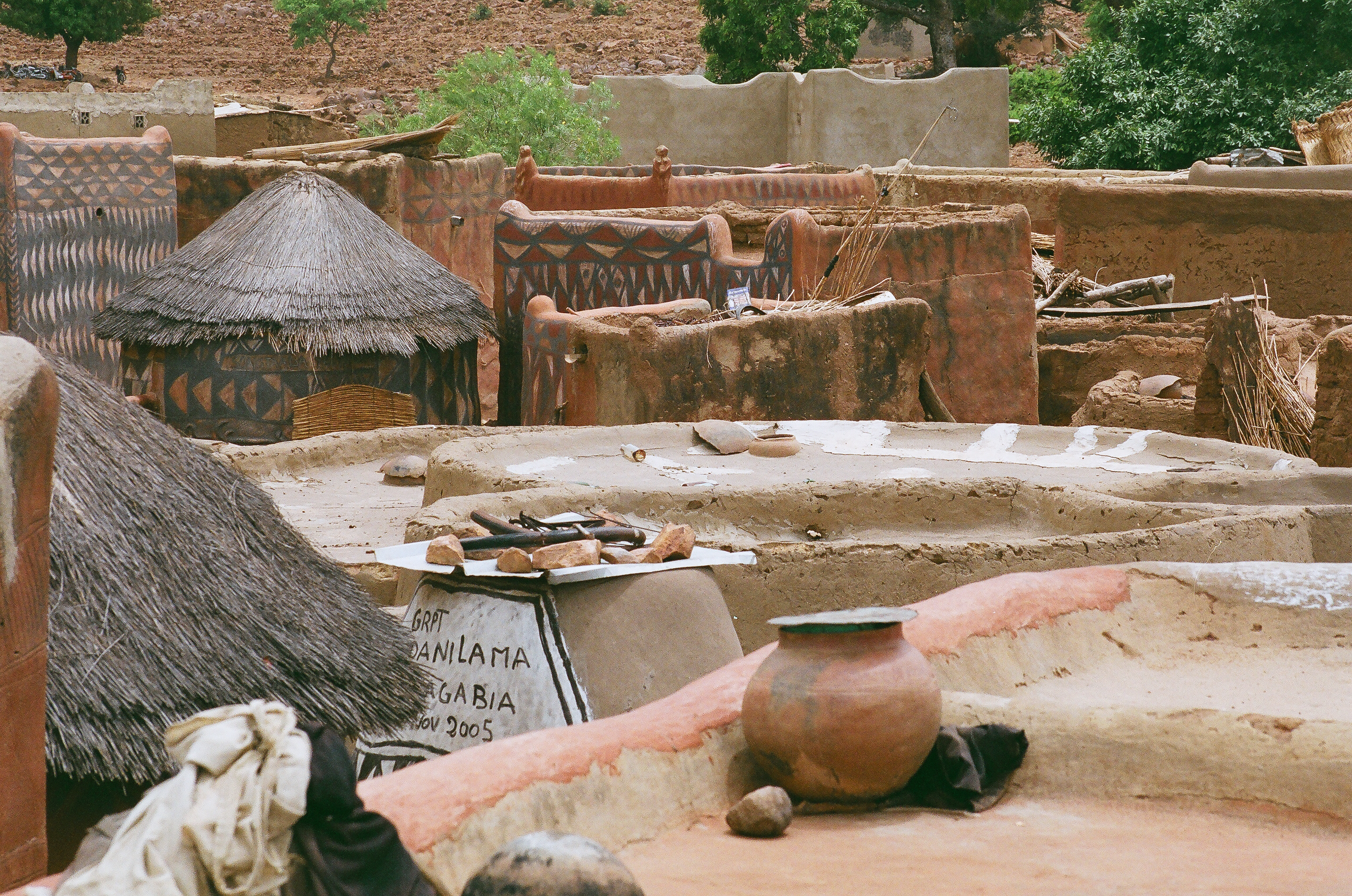
Vue de la Cour royale de Tiébélé.
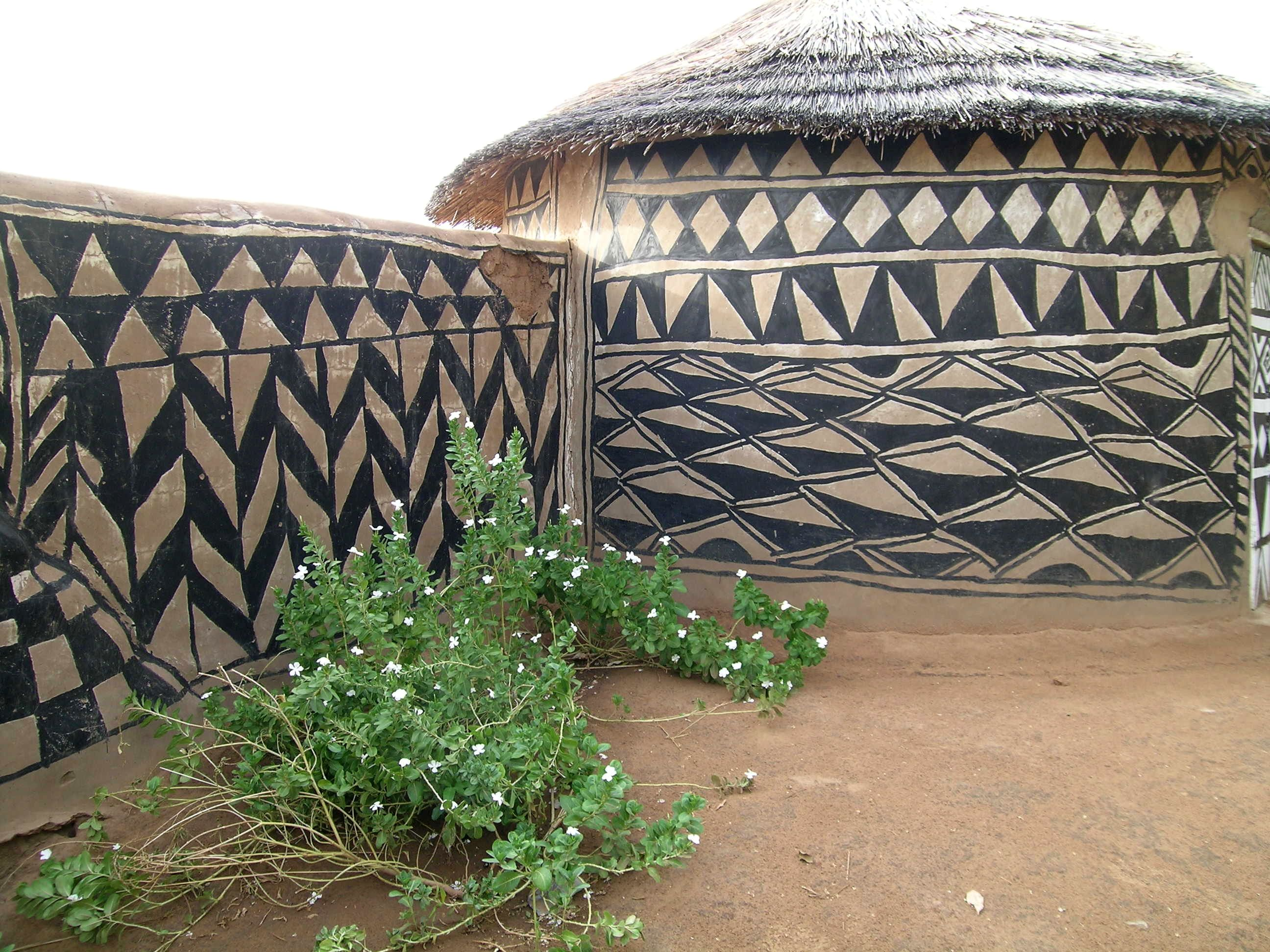
Habitat kasséna à Tiébélé.
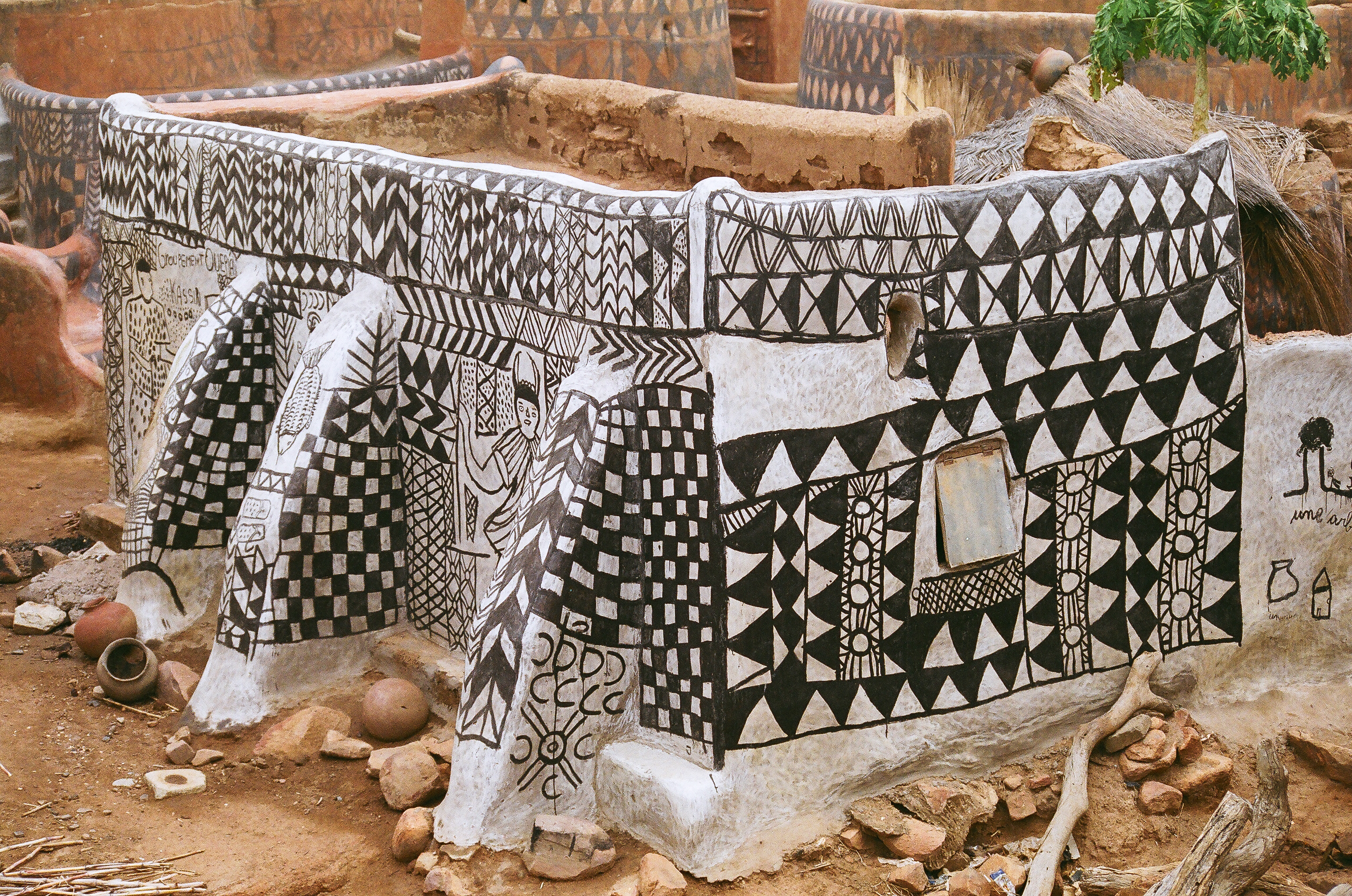
Maison de la cour royale.

### Filmographie
- (en) Building season in Tiébélé (Kasena, Burkina Faso): a royal compound in change, film de Beate Engelbrecht et Annemarie Fiedermutz-Laun, IWF Wissen und Medien gGmbH, Göttingen, 1999, 1 h 35 min (DVD).
- Tiébélé : la cité labyrinthe, Philippe Simay et Jacques Offre, Arte France, 2016, 26 min.
- Tiébélé,film de Benjamin Géminel, LCP, 2022, 54 min.